# Pelotón (ciclismo)

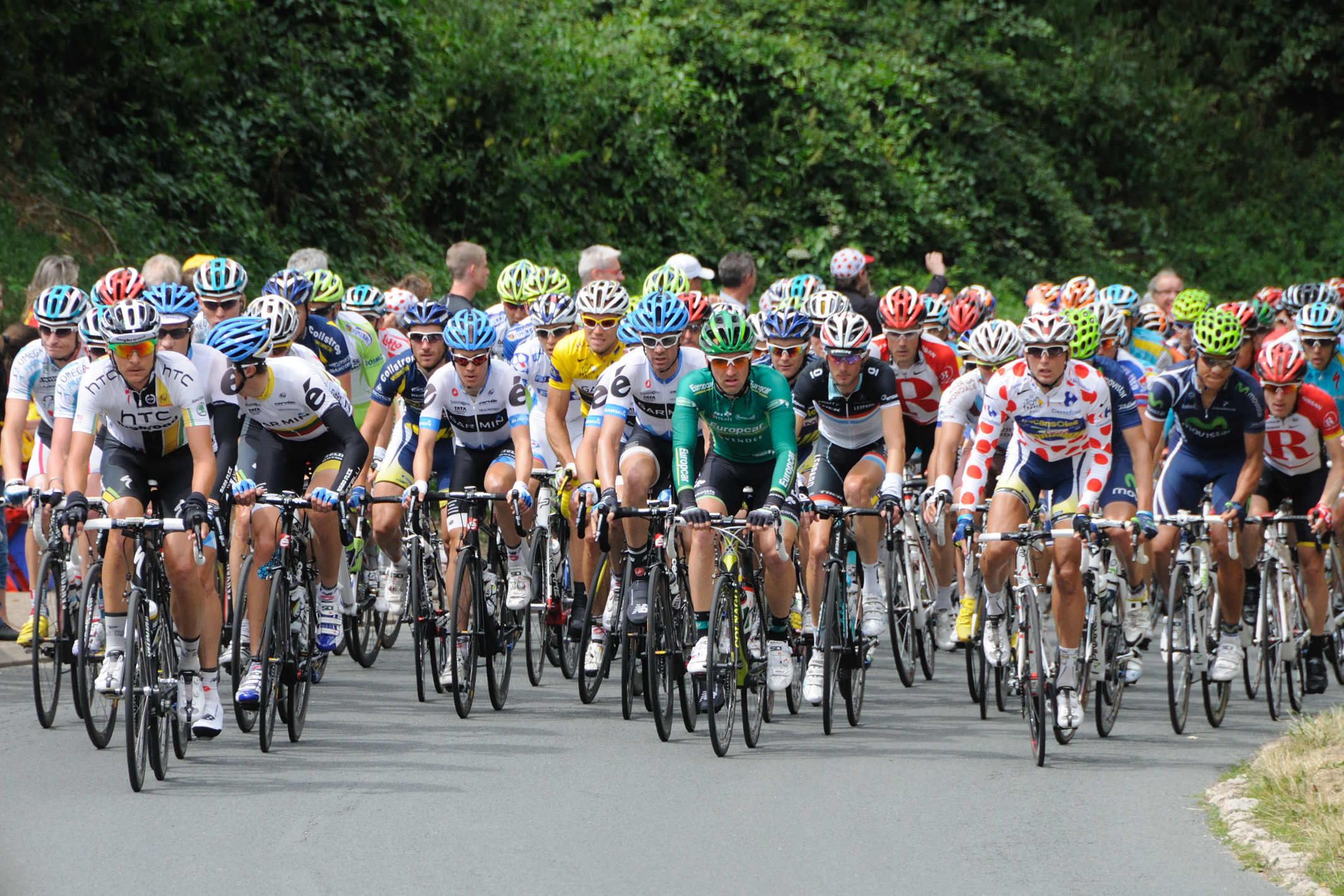
Pelotón transitando en forma agrupada

Pelotón, se le denomina al grupo principal y más numeroso de ciclistas en una competición de ciclismo en ruta. Al transitar muy cerca unos de otros, la resistencia al viento disminuye logrando un ahorro de energía 
El pelotón se desplaza como una unidad integrada, como los pájaros volando en formación. Cada ciclista debe estar pendiente de los corredores que se encuentran a su alrededor y reaccionar ante los movimientos de estos para evitar caídas.
Mientras que los corredores que se encuentran en la parte delantera están expuestos a la resistencia del viento, los que se encuentran en el centro van "protegidos" por los ciclistas que los preceden, por ello los primeros no permanecen mucho tiempo allí y suelen relevarse en esa posición.
El término también se utiliza para referirse a los ciclistas profesionales en general (pelotón profesional).

## Formas que adopta

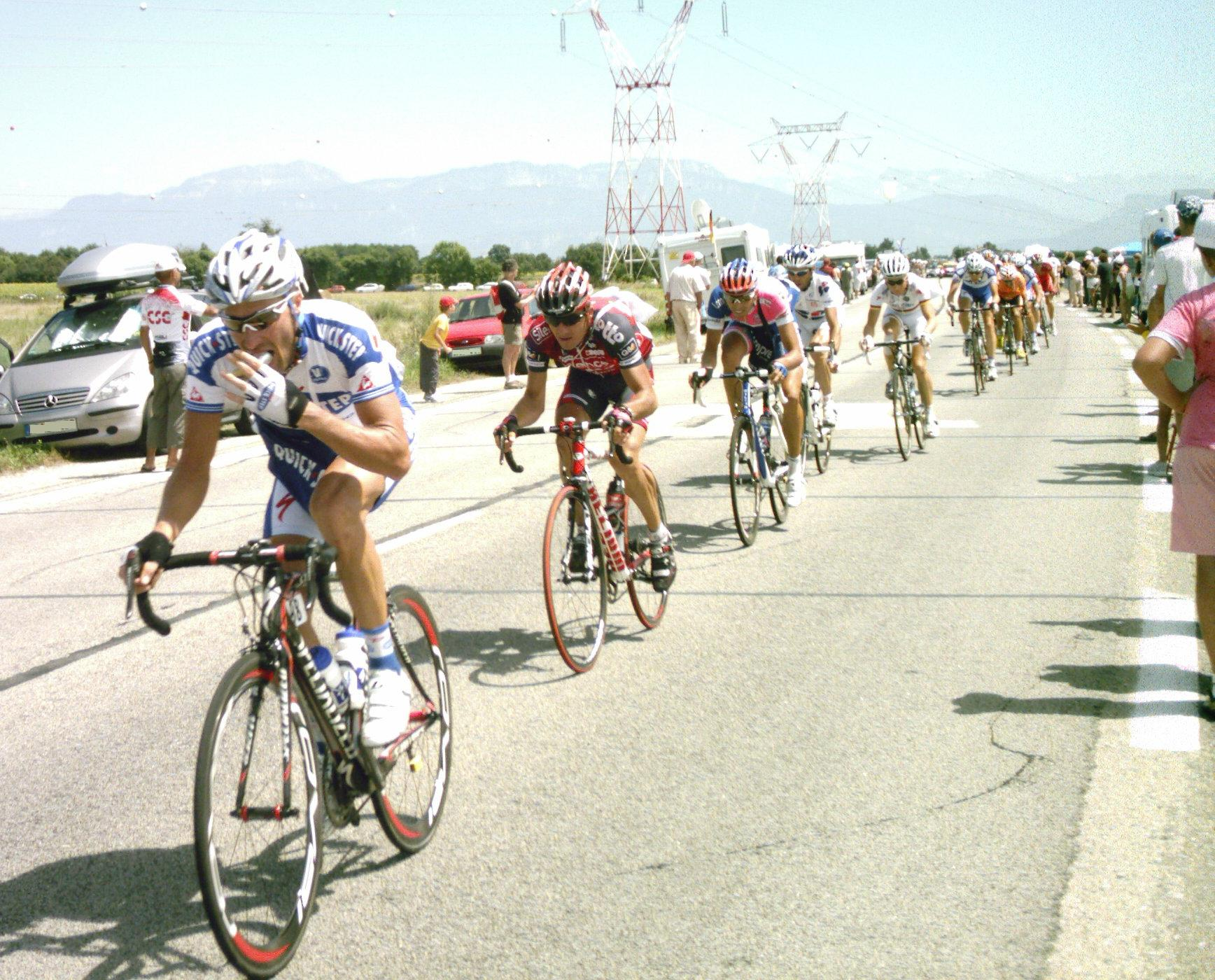
Pelotón extendido, reduce las posibilidades de protegerse del viento

La forma del pelotón cambia según varios factores. Viento en contra, viento lateral o un ataque, tanto de uno como de varios ciclistas puede ocasionar que el pelotón se extienda quedando los mismos uno tras otro, mientras que un ritmo lento o viento de cola tiende a agrupar al pelotón en una formación más amplia. El viento lateral también obliga al pelotón para formar abanicos o escaleras en la dirección del viento. A menudo, el ancho de la carretera obliga al pelotón a formar varias escaleras.
Por lo general es más ventajoso estar cerca de la parte delantera del pelotón. Una razón es para evitar ser afectado por el "efecto banda elástica" en el que un aumento de velocidad en la cabeza del pelotón, se amplifica cuando se propaga a la parte posterior del mismo. Además, al estar más cerca de la parte frontal, el ciclista puede reaccionar a los ataques y los cambios de posición con menos esfuerzo. Un ritmo intenso, o un fuerte viento puede provocar que el pelotón se divida en varios grupos, y estar más cerca de la parte delantera reduce el riesgo de quedar en grupos traseros cuando el pelotón se rompe.

## Táctica
Factores tácticos también se aplican en un pelotón. Los equipos en general, tratar de agrupar sus miembros en el pelotón con el fin de maximizar su capacidad. Por ejemplo, si un miembro de un equipo se encuentra en una fuga, los restantes miembros pueden retardar al pelotón tanto como sea posible, colocándose al frente del mismo en un intento de evitar la captura de la fuga. Esto puede ser eficaz en curvas cerradas o caminos estrechos, donde un solo equipo puede bloquear el progreso del pelotón si están en una posición favorable. Una situación similar ocurre en el final de la carrera cuando los equipos se agrupan, llevando a su velocista protegido y a resguardo del viento tanto como sea posible y dejándole el camino libre cerca de la línea de meta.
Es típico que en los puertos de montaña, los pelotones se fracturen, ya que los factores aerodinámicos y de resistencia del aire son mucho menos importantes a velocidades más lentas y la relación potencia-peso es el factor determinante de la velocidad.

## Incidencia del aire
Se requiere más energía y es muy diferente, pedalear en la cabeza de un pelotón que ir al rebufo del mismo. La razón es la resistencia del aire sobre el cuerpo del ciclista y la bicicleta. 
El empuje del viento sobre una superficie plana perpendicular a él 
se obtiene por la siguiente fórmula:

{\displaystyle \displaystyle F=0,007\cdot V^{2}\cdot S}

Donde:
- F: fuerza ejercida en kilogramos
- V: velocidad del viento en km/h
- S: área de la superficie plana en metros cuadrados

Si se tratase de una superficie cilíndrica convexa, como un tubo, la fuerza será del 60% del valor dado por esta fórmula. Dado que el caso de un ciclista bastante  aproximado, ya que gran parte de la bicicleta está constituida por partes cilíndricas (o similares) y también el ciclista, ya que el tronco, los brazos, las piernas, la cabeza y el cuello, tienen formas redondeadas se calcula que la resistencia del aire es del 70% (algo mayor al 60% para las superficies cilíndricas).
Por consiguiente la resistencia del aire sobre el ciclista y la bicicleta es la siguiente:

{\displaystyle \displaystyle F=0,7\cdot 0,007\cdot V^{2}\cdot S=0,005\cdot V^{2}\cdot S}

siendo, 
- V: velocidad relativa del ciclista respecto del aire.
- S: superficie del ciclista y de la bicicleta expuesta al aire.

### Velocidad relativa y área expuesta
La velocidad relativa respecto del aire puede variar. Con viento en calma si el cuentakilómetros indica 40 km/h, ésta es la velocidad relativa. Con viento en contra de 20 km/h, si el ciclocomputador marca 40 km/h, la velocidad relativa será de 40+20=60 km/h.
Con viento favorable en vez de sumar se resta. Por ejemplo si el cuentakilómetros indica 40 km/h y el viento de cola es de 20 km/h, la velocidad relativa será de 40-20=20 km/h.
La superficie, o área expuesta al aire depende del tamaño del ciclista y de la bicicleta, siendo para un ciclista y una bicicleta media de 0,4 m² aproximadamente.
Por consiguiente la resistencia del aire sobre el ciclista y su bici puede expresarse así:

{\displaystyle \displaystyle F=0,005\cdot V^{2}\cdot 0,4=0,002\cdot V^{2}=(V/10)^{2}/5}

En conclusión, la resistencia del aire en kg se calcula dividiendo por 10 la velocidad relativa en km/h, el resultado se eleva al cuadrado y luego se divide por 5.
En la tabla siguiente se indican los diferentes valores de la resistencia del aire según distintas velocidades relativas:  
| Velocidad relativa (km/h) | Resistencia (kg) |
| ------------------------- | ---------------- |
| 10                        | 0,2              |
| 20                        | 0,8              |
| 30                        | 1,8              |
| 40                        | 3,2              |
| 50                        | 5                |
| 60                        | 7,2              |
| 70                        | 9,8              |
| 80                        | 12,8             |
| 90                        | 16,2             |
| 100                       | 20               |

En una posición interna del pelotón el aire que es arrastrado por éste, se desplaza casi a la misma velocidad que el grupo, por lo tanto la velocidad relativa ciclista-aire es prácticamente nula. En un pelotón que transita a 40 km/h con viento en calma, en la cabeza del mismo la velocidad relativa es de 40 km/h mientras que en una posición media la velocidad relativa ciclista-aire es ínfima. Por consiguiente la fuerza ejercida por el aire sobre el ciclista de cabeza es de 3,2 kg mientras que la fuerza ejercida sobre los ciclistas de la masa del pelotón es insignificante. Si el pelotón circula a 40 km/h con un viento de cara de 20 km/h, en la cabeza del pelotón la velocidad relativa es lógicamente de 60 km/h y la resistencia del aire es de 7,2 kg, siendo igualmente despreciable la resistencia ejercida en las posiciones internas del pelotón. En posiciones intermedias la resistencia a vencer por el ciclista son sólo las de rodadura y las fricciones mecánicas de la bicicleta mientras que en las posiciones de cabeza del pelotón hay que añadir además la del aire, que es muy superior a las anteriores.

### Gasto de energía
Un ciclista que se escapa del pelotón derrocha mucho más energía que los integrantes del grupo. Poniendo como ejemplo a un ciclista que se fuga durante 150 km en terreno plano, a un promedio de velocidad de 40 kmh y sin viento, la resistencia del aire sería de 3,2 kg. El trabajo desarrollado se obtiene multiplicando la fuerza por el espacio recorrido: 
Trabajo= 3,2 kg x 150.000 m = 480.000 kilográmetros 
Dado que una kilocaloría son 426 kilográmetros, el trabajo sería de 1.127 kilocalorías.
Este sería el trabajo mecánico exterior, pero la energía interna gastada por el ciclista es cuatro 
veces mayor, ya que el rendimiento de los músculos es del 25%. Con lo cual el gasto es de 4.508 kilocalorías.
Esta energía es ahorrada por el ciclista que va en medio del pelotón y también aunque en menor medida por los que van en la cabeza del pelotón debido a los relevos constantes en la primera posición.